# Band on the Run
Band on the Run (englisch für „Bande auf der Flucht“) ist das dritte Studioalbum der Gruppe Wings bzw. Paul McCartney and Wings. Gleichzeitig ist es das fünfte Album von Paul McCartney nach der Auflösung der Band The Beatles. Es wurde am 5. Dezember 1973 in den USA und am 7. Dezember 1973 in Großbritannien veröffentlicht. Auf dem Album enthalten ist das gleichnamige, als Single-Auskopplung 1974 erschienene und mit Gold ausgezeichnete Lied.

## Entstehung
Im Mai 1973 hatte Paul McCartney mit Wings das Album Red Rose Speedway herausgebracht. Es war gemessen an den Verkaufszahlen erfolgreich, konnte die Kritiker jedoch nicht überzeugen. Zwischen den beiden Tourneen in Großbritannien vom 11. bis zum 27. Mai und einigen wenigen Auftritten vom 4. bis zum 10. Juli 1973 zogen sich die Mitglieder der Wings – Paul McCartney, Linda McCartney, Denny Laine, Henry McCullough und Denny Seiwell – nach Schottland zurück, wo sie neue Titel für das nächste Album vorbereiteten. Zunehmend kam es jedoch zu Spannungen innerhalb der Band, hauptsächlich, weil McCartney den Bandmitgliedern eine finanzielle Beteiligung an den Einnahmen von Alben und Tourneen versprochen hatte, dies jedoch nie umsetzte. Seiwell verdiente so beispielsweise seit 1971 konstant 70 US-Dollar die Woche. Auch künstlerisch konnten sich Seiwell und McCullough nicht in dem Maße einbringen, wie sie es wollten.

McCartney in Montreux, 22. Juli 1972

McCartney, der im Sommer 1973 die Songs für Band on the Run schrieb, plante, das neue Album außerhalb Großbritanniens aufzunehmen und hatte sich für ein EMI-Aufnahmestudio in Lagos (Nigeria) entschieden. Rund eine Woche vor dem Abflug nach Lagos eskalierte die schlechte Stimmung im Aufnahmestudio und der Gitarrist Henry McCullough stieg aus der Band aus.
Paul McCartney sagte dazu: „Henry wurde gebeten, ein bestimmtes Gitarrenlick auf einem von Dennys Songs zu spielen, und er lehnte ab. Da ich selbst ein bisschen Gitarrist bin, wusste ich, dass es gespielt werden kann. Und anstatt es durchgehen zu lassen, konfrontierte ich ihn damit und wir hatten einen Streit. Am nächsten Morgen rief er an und sagte, er wolle aufhören.“
Der Schlagzeuger Denny Seiwell gab am Tag des geplanten Abflugs nach Lagos am 9. August 1973 ebenfalls seinen Ausstieg aus der Band bekannt, als McCartney deutlich machte, dass er keinen Ersatzgitarristen einstellen werde. Paul und Linda McCartney flogen mit Denny Laine nach Lagos, wo sie Teile des neuen Albums Band on the Run innerhalb von sieben Wochen aufnahmen.
Paul McCartney sagte im Nachhinein über die Wahl des Aufnahmeorts: „Wir dachten, dass es draußen in Afrika warm und sonnig sein würde. Wir dachten, es wäre wie ein fabelhafter Urlaubsort, aber es ist nicht die Art von Ort, an dem man Urlaub machen würde. Wir erwischten das Ende der Regenzeit und es gab die ganze Zeit tropische Stürme. Es gab auch Stromausfälle und viele Insekten.“

Straße in Lagos

Während der Aufnahmen hatten sie mit unterschiedlichsten Widrigkeiten zu kämpfen: Das EMI-Studio in Apapa im nigerianischen Bundesstaat Lagos war spartanisch eingerichtet und besaß veraltete Technik, so zogen McCartney, Toningenieur Geoff Emerick und andere selbst Trennwände ein, um verschiedene Instrumente überhaupt auf getrennten Spuren aufnehmen zu können. Das Studio befand sich neben einem lauten Presswerk, und der Bau war noch nicht abgeschlossen. Das Mischpult war defekt und die einzigen Mikrofone waren ein Set, das in einem Pappkarton in einem Schrank gefunden wurde. Paul McCartney buchte für den Aufenthalt zwei Häuser in Ikeja, in der Nähe des Flughafens, eine Fahrstunde vom Studio in Apapa entfernt.
Ein Zwischenfall ereignete sich kurz nach Ankunft der Band in Lagos: Paul und Linda McCartney wurden abends überfallen und ausgeraubt, wodurch sämtliche Demobänder und Liedtexte entwendet wurden, sodass die Titel aus dem Gedächtnis rekapituliert werden mussten. Paul McCartney wiederum erlitt während der Aufnahmen einen Zusammenbruch, den Ärzte auf erhöhten Zigarettenkonsum zurückführten.
Die Aufnahmen der Lieder Band on the Run, Mrs. Vandebilt, Let Me Roll It, Mamunia, Helen Wheels, Nineteen Hundred and Eighty Five und No Words fanden schließlich in den EMI-Studios in Apapa statt; in den ARC Studios von Ginger Baker in Ikeja entstand die Aufnahme des Titels Picasso’s Last Words (Drink to Me). Paul McCartney hatte ursprünglich geplant, das Album mit afrikanischen Musikern aufzunehmen, entschied sich jedoch dagegen, als er unter anderem von dem Musiker Fela Ransome-Kuti, der während der Aufnahmen in Lagos bereits mit Paul McCartney zusammengetroffen war, beschuldigt wurde, afrikanisches Kulturgut zu „stehlen“ und afrikanische Musik ausbeuten zu wollen. Als einziger nigerianischer Musiker war Remi Kabaka an den Aufnahmen beteiligt, der auf Bluebird Perkussion spielte. Kabaka selbst kam zwar aus Lagos, lebte und arbeitete jedoch in London, wo er auch an Bluebird arbeitete. Die Wings flogen am 23. September 1973 wieder nach London zurück.
In den Londoner AIR Studios folgte zwei Wochen später, im Oktober, unter anderem die Orchestrierung der Lieder unter der Leitung von Tony Visconti, wo aber auch die Lieder Jet und Bluebird eingespielt wurden.
Die endgültige Abmischung erfolgte dann Ende Oktober/Anfang November 1973 in den Kingsway Studios in London.
Während der originären Aufnahmen zu Band on the Run wurde noch das von Linda McCartney komponierte und gesungene Lied Oriental Nightfish in den AIR Studios aufgenommen, dieses Lied wurde erst offiziell im Oktober 1998 auf dem Linda-McCartney-Album Wide Prairie veröffentlicht.
Im November 1973 nahmen die Wings in den Studios Pathé-Marconi in Boulogne-Billancourt in Frankreich noch zwei weitere Lieder, Wide Prairie und I Got Up, von Linda McCartney auf, die ebenfalls auf Wide Prairie veröffentlicht wurden. Weiterhin wurde das Lied Zoo Gang aufgenommen, das die Titelmelodie einer britischen Fernsehserie gleichen Namens war und als B-Seite der britischen Ausgabe der Single Band on the Run veröffentlicht wurde.
Band on the Run erschien am 5. Dezember in den USA und am 7. Dezember 1973 in Großbritannien. Bereits am 26. Oktober 1973 war das in Lagos aufgenommene Lied Helen Wheels als Single erschienen, auf der US-amerikanischen Ausgabe von Band on the Run ist es enthalten. In den USA wurde im August 1974 zusätzlich noch eine quadrofonische Abmischung auf 8-Spur-Kassetten vertrieben, diese Abmischung weist deutliche klangliche Unterschiede auf, genauso wie die im Mai 1996 veröffentlichte DTS-CD im 5.1-Mix. Der Mix wurde von Geoff Emerick und Alan O’Duffy kreiert und war die erste quadrophone Veröffentlichung der Wings.
In der Sowjetunion wurde im Jahr 1977 das Album Band on the Run mit vollständig neuer Covergestaltung veröffentlicht. Bei dieser Version wurde das Titellied Band on the Run durch Silly Love Songs ausgetauscht, weiterhin ist die Ablaufgeschwindigkeit der Lieder des Albums erhöht.
Denny Laine war mit seinem Beitrag zum Album nicht zufrieden: „Ich betrachte Band On The Run definitiv als ihr (Paul und Linda McCartney) Album. Wir sind keine Gruppe mehr. Wenn es Wings wäre, würde ich mich mehr als Teil davon fühlen. Aber es sind nicht meine Songs und ich würde mich gerne mehr involviert fühlen und genauso viel beitragen wie sie. Ich habe einen der Songs auf dem Album geschrieben und Paul hat mir dabei geholfen. Ich würde gerne mehr davon machen.“
Band on the Run wurde das dritte Nummer-eins-Album für Paul McCartney in den USA und das zweite in Großbritannien. Das Album wurde sowohl bei Publikum als auch bei der Kritik äußerst positiv aufgenommen und gilt als McCartneys künstlerischer Durchbruch mit den Wings.

## Covergestaltung
Das Cover zeigt eine Gruppe bzw. „Bande“ dunkel gekleideter „Gefängnisausbrecher“ vor einer Mauer, die von einem Scheinwerfer angeleuchtet werden. Als „Desperados“ zu sehen sind neben Paul und Linda McCartney sowie Denny Laine auch die Schauspieler Christopher Lee, James Coburn, Comedian Kenny Lynch, Boxer John Conteh und die Fernsehmoderatoren Michael Parkinson und Clement Freud. Die Idee, neben Bandmitgliedern weitere Persönlichkeiten des öffentlichen Lebens mit ins Bild zu nehmen, stammte von Linda McCartney. Die Szene wurde von Clive Arrowsmith fotografiert. Die Aufnahmen fanden am 28. Oktober 1973 an einer Wand des Stallgebäudes im Osterley Park in Hounslow, London, statt. Das Fotoshooting wurde ebenfalls von Bary Chattington auf 16 mm gefilmt, und die 26 Minuten Filmmaterial wurden später auf acht Minuten gekürzt.
Die Rückseiten der Cover der US-amerikanischen und europäischen Ausgaben des Albums differieren in der Anordnung der fotografierten Dinge, wie zum Beispiel der Passfotos.

## Titelliste
Alle Lieder wurden von Paul McCartney und Linda McCartney geschrieben, außer No Words, das von Denny Laine und Paul McCartney komponiert wurde.
Seite 1
1. Band on the Run – 5:10
2. Jet – 4:06
3. Bluebird – 3:22
4. Mrs. Vandebilt – 4:38
5. Let Me Roll It – 4:47

Seite 2
1. Mamunia – 4:50
2. No Words – 2:33
3. Picasso’s Last Words (Drink to Me) – 5:50
4. Nineteen Hundred and Eighty Five – 5:27

Die US-amerikanische LP (CD) enthielt zudem Helen Wheels auf Seite 2, als drittes Lied (CD Titel 8).

## Informationen zu einzelnen Liedern
- Der Text des Liedes von Band on the Run basiert auf einer Bemerkung von George Harrison, die er während einer Geschäftssitzung der Beatles im Jahr 1969 getätigt hatte: “…if I ever get out of here…”.
- Sailor Sam im Text von Band on the Run ist eine Figur aus dem Comic Rupert Bear und wird auch im Song Helen Wheels erwähnt.
- In der BBC Documentary Classic Albums Band on the Run[13] sagt Paul McCartney, dass „Jet“ der Name eines Ponys auf seiner Farm in Schottland gewesen sei, auf dem seine Kinder ritten.
- Let Me Roll It – im Prinzip ein Liebeslied – mit einem auffallenden „schneidenden“ Gitarrenriff gilt allgemein als freundliche Antwort auf das John-Lennon-Lied How Do You Sleep? vom Album Imagine. Das Stück, das auch Lennons Stimmhöhe entspricht, enthält Halleffekte (von den Bandmusikern “bog echo” genannt) wie Lennon sie häufiger einsetzte. Die Wendung “roll it” bezieht sich unter anderem auf das „Drehen“ eines Joints.[14]
- Picasso’s Last Words (Drink to Me) geht auf eine Idee des Schauspielers Dustin Hoffman zurück,[15] der in seinem Haus in Montego Bay Paul McCartney fragte, ober er eigentliche über jedes Thema einen Song schreiben könne und ihm dazu einen Artikel des Time Magazine über Pablo Picassos Tod vorlegte, in dem stand, dass dessen letzte Worte „Drink to me. Drink to my health. You know I can’t drink any more“ gewesen sein sollen.[16]
- Helen Wheels handelt vom Land Rover der McCartneys und einer Autofahrt von Schottland nach London.[17]

## Wiederveröffentlichungen

### Wiederveröffentlichungen bis 1996
- Im Jahr 1978 wurde Band on the Run als Picture-Disc (USA), in rosafarbenem Vinyl[18] (Niederlande) und in gelbem Vinyl (Frankreich)[19] veröffentlicht.
- Am 4. Februar 1985 wurde das Album in Europa erstmals auf CD veröffentlicht.[20] Der CD liegt ein zwölfseitiges bebildertes Begleitheft bei, das die Liedtexte beinhaltet. In den USA wurde das Album im Februar 1984 mit dem Lied Helen Wheels der Tonträgergesellschaft Columbia Records auf CD veröffentlicht. Der CD liegt ein vierseitiges Begleitheft bei.[21]
- Das Album erschien im Januar 1993 von Steve Hoffmann remastert in der DCC Compact Classics Edition als 24-Karat vergoldete CD. Der CD liegt ein zwölfseitiges Begleitheft bei, das Information zum Album und die Liedtexte enthält. Die CD-Plastikhülle befindet sich wiederum in einer Papphülle, die noch einen Nachdruck des originalen Posters des Albums im Miniformat enthält.[22]
- Am 7. Juni 1993[23] wurde die CD in einer erneut von Peter Mew remasterten Version veröffentlicht. Der CD liegt ein zwölfseitiges bebildertes Begleitheft bei, das Informationen zum Album und die Liedtexte enthält. Das Album hat zwei Bonusstücke:[24]
  - Helen Wheels – 3:44
  - Country Dreamer – 3:07
- Im Mai 1996 wurde die CD in einer DTS-5.1-Mix-Version in den USA veröffentlicht. Die Abmischung wurde von Geoff Emerick und Alan O’Duffy sowie Peter Mew vorgenommen.[25]

### 25-jährige Jubiläumsausgabe
- Im März 1999 wurde die CD, von Greg Calbi und Geoff Emerick erneut in den Sterling Sound Studios remastert, unter dem Titel Band on the Run: 25th Anniversary Edition als Doppel-CD sowie Vinyl-Doppel-LP veröffentlicht. Die beiden CDs befinden sich in einer aufklappbaren Pappbox, der ein 24-seitiges bebildertes Begleitheft beiliegt, das Informationen zum Album und die Liedtexte enthält. Weiterhin liegt der Box ein Nachdruck des originalen Posters des Albums im Miniformat bei.

Die erste CD/LP beinhaltet die US-amerikanische Version, inklusive Helen Wheels als Track 8. Die zweite CD/LP enthält folgende Titel:
1. Paul McCartney (Dialogue Intro) / Band on the Run (Nicely Toasted Mix) – 1:12
2. Band on the Run (Original) / Paul McCartney (Dialogue link 1) – 2:17
3. Band on the Run (Barn Rehearsal – 21st July 1989) – 4:59
4. Paul McCartney (Dialogue link 2) / Mamunia (Original) / Denny Laine (Dialogue) / Mamunia (Original) / Linda McCartney (Dialogue) / Paul McCartney (Dialogue link 3) – 4:23
5. Bluebird (Live version – Australia 1975) – 0:55
6. Bluebird (Original) / Paul McCartney (Dialogue link 4) – 0:23
7. Paul McCartney (Dialogue link 5) / No Words (Original) / Geoff Emerick (Dialogue) (Paul McCartney / Denny Laine) – 1:24
8. No Words (Original) / Paul McCartney (Dialogue link 6)/Tony Visconti (Dialogue) / Band on the Run (Original) / Tony Visconti (Dialogue) (Paul McCartney/Denny Laine) / (Paul and Linda McCartney) – 1:47
9. Jet (Original from Picasso’s Last Words) / Paul McCartney (Dialogue Link 7)/Jet (Original from Picasso‘s Last Words)/Al Coury (Dialogue) – 2:55
10. Jet (Berlin Soundcheck – 3rd September 1993) – 3:52
11. Paul McCartney (Dialogue link 8) / Clive Arrowsmith (Dialogue) – 1:44
12. Nineteen Hundred And Eighty Five (Original)/Paul McCartney (Dialogue link 9) / James Coburn (Dialogue) / Paul McCartney (Dialogue link 10) / John Conteh (Dialogue) – 3:24
13. Mrs. Vandebilt (original) / Paul McCartney (Dialogue link 11) / Kenny Lynch (Dialogue) – 2:10
14. Let Me Roll It (Cardington Rehearsal – 5th February 1993) / Paul McCartney (Dialogue link 12) – 3:52
15. Paul McCartney (Dialogue link 13) / Mrs. Vandebilt (Background)/Michael Parkinson (Dialogue) / Linda McCartney (Band on the Run Photo Shoot) (Dialogue)/Michael Parkinson (Dialogue) – 2:25
16. Helen Wheels (Crazed) / Paul McCartney (Dialogue link 14) / Christopher Lee (Dialogue) – 5:32
17. Band on the Run (Strum Bit) / Paul McCartney (Dialogue link 15) / Clement Freud (Dialogue) – 1:01
18. Picasso’s Last Words (Original) / Paul McCartney (Dialogue link 16) / Dustin Hoffman (Dialogue) – 4:22
19. Picasso’s Last Words (Drink To Me) (Acoustic version) – 1:11
20. Band on the Run (Nicely Toasted Mix) / Paul McCartney (Dialogue Link 17) – 0:42
21. Band on the Run (Northern Comic Version) – 0:37

- Im Mai 2007 wurde das Album im Download-Format veröffentlicht.

### Archive Collection
- Im November 2010 wurde Band on the Run, zum dritten Mal remastert, von dem Musiklabel Hear Music/Concord Music Group als Teil der Paul McCartney Archive Collection veröffentlicht. Das Remastering erfolgte von Sam Okell und Steve Rooke in den Abbey Road Studios. Die Projektkoordination hatte Allan Rouse. Das CD-Album hat ein aufklappbares Pappcover, dem ein 22-seitiges bebildertes Begleitheft beigegelegt ist, das Informationen zum Album und die Liedtexte beinhaltet. Das Design stammt von der Firma YES. Das Album erschien in verschiedenen Formaten:
  - Standard Edition
Das originale britische 9-Track-Album[28]
  - Special Edition
Zwei CDs: Das originale 9-Track-Album mit einer Bonus-CD, die folgende, teilweise bisher unveröffentlichte, Lieder enthält:[29]

1. Helen Wheels (Single-A-Seite) – 3:46
2. Country Dreamer (Single-B-Seite von Helen Wheels) – 3:08
3. Bluebird (vom Video One Hand Clapping, 1974 aufgenommen) – 3:27
4. Jet (vom Video One Hand Clapping, 1974 aufgenommen) – 3:56
5. Let Me Roll It (vom Video One Hand Clapping, 1974 aufgenommen) – 4:23
6. Band on the Run (vom Video One Hand Clapping, 1974 aufgenommen) – 5:13
7. Nineteen Hundred and Eighty Five (vom Video One Hand Clapping, 1974 aufgenommen) – 5:58
8. Country Dreamer (vom Video One Hand Clapping, 1974 aufgenommen) – 2:14
9. Zoo Gang (Single-B-Seite von Band on the Run in Großbritannien) – 2:01

- Weiterhin enthielt die Special Edition noch eine DVD mit folgendem Inhalt:

1. Band on the Run (Musikvideo)
2. Mamunia (Musikvideo)
3. Album promo
4. Helen Wheels (Musikvideo)
5. Wings in Lagos
6. Osterley Park
7. One Hand Clapping (aufgenommen im August 1974 in den Abbey Road Studios, London)
Titelliste:
  1. One Hand Clapping Theme
  2. Jet
  3. Soily
  4. C Moon
  5. Little Woman Love
  6. Maybe I’m Amazed
  7. My Love
  8. Bluebird
  9. Let’s Love (bisher unveröffentlicht)
  10. All of You (bisher unveröffentlicht)
  11. I’ll Give You a Ring
  12. Band on the Run
  13. Live and Let Die
  14. Nineteen Hundred and Eighty Five
  15. Baby Face (bisher unveröffentlicht)

- Super-Deluxe-Version
Hat den gleichen Inhalt wie die Deluxe-Version mit einer zusätzlichen CD, die schon mit der Band on the Run: 25th Anniversary Edition veröffentlicht wurde, sowie einem 120-seitigen gebundenen Buch, weiterhin enthält die Ausgabe einen Code zum Download des Albums mit den Bonus-Titeln[30]
- Deluxe-Version von Best-Buy
Das originale 9-Track-Album mit der aufgeführten Bonus-CD, der aufgeführten DVD plus einer zusätzlichen Bonus-DVD. Der Inhalt ist folgender: Band on the Run 2010 EPK sowie drei Live-Videos von der DVD Good Evening New York City: Jet, Mrs. Vandebilt und Band on the Run. Der Vertrieb erfolgte ausschließlich durch Best Buy in den USA.[31]
- Das Album wurde ebenfalls als 180 Gramm Vinyl-Version als Doppel-LP (neu remastert) inklusive der neun Bonus-Titel veröffentlicht, weiterhin enthält die LP einen Code zum Download des Albums mit den Bonus-Titeln.[32]

| Seite 1 1. Band on the Run 2. Jet 3. Bluebird 4. Mrs Vandebilt 5. Let Me Roll It | Seite 2 1. Mamunia 2. No Words 3. Picasso’s Last Words (Drink to Me) 4. Nineteen Hundred and Eighty Five |

| Seite 3 1. Helen Wheels 2. Country Dreamer 3. Bluebird (from One Hand Clapping) 4. Jet (from One Hand Clapping) 5. Let Me Roll It (from One Hand Clapping) | Seite 4 1. Band on the Run (from One Hand Clapping) 2. Nineteen Hundred and Eighty Five (from One Hand Clapping) 3. Country Dreamer (from One Hand Clapping) 4. Zoo Gang |

- Am 14. Juli 2014 wurde eine App von iTunes mit folgendem Inhalt veröffentlicht: Inhalt: neun Lieder, sechs Musikvideos und ein Interview mit Paul McCartney sowie Fotos.
- Am 17. November 2017 wurde das neun Lieder-Vinyl-Album von Capitol Records, auf 180 Gramm weißem Vinyl gepresst, veröffentlicht.[33]

### 50-jährige Jubiläumsausgabe
Am 2. Februar 2024 wurde das Album Band on the Run in vier Versionen aus Anlass des 50-jährigen Jubiläums erneut veröffentlicht.
- Doppel-CD mit einer doppelt aufklappbaren Papphülle. Das Cover der Doppel-CD wurde neugestaltet und zeigt die Passfotos von links: Paul und Linda McCartney sowie Denny Laine. Auf der Innenseite sind die Texte der neun Lieder der britischen Albumversion, ohne Helen Wheels, abgedruckt. Dem Album ist ein doppelseitig bedrucktes Miniposter beigelegt, das auf der Vorderseite dem Originalposter nachempfunden ist, auf der Rückseite befinden sich weitere Fotos. Die beiden CDs haben Papp-Innenhüllen. Die erste CD enthält die US-amerikanische Version des Albums inklusive Helen Wheels als Track 8 und hat ein Pappcover, das dem Originalalbum nachempfunden ist. Auf der Innenseite des Klappcovers wird das Produktionsjahr 2010 aufgeführt, sodass es sich um die 2010er remasterte Version handelt. Die Titel sind wie folgt:

1. Band on the Run
2. Jet
3. Bluebird
4. Mrs. Vandebilt
5. Let Me Roll It
6. Mamunia
7. No Words
8. Helen Wheels
9. Picasso’s Last Words (Drink to Me)
10. Nineteen Hundred and Eighty Five

Das zweite Album mit einem eigenständigen Cover trägt den Titel Band on the Run (Underdubbed Mixes) und enthält die vorläufigen Abmischungen der Lieder vom 14. Oktober 1973 von Geoff Emerick und Pete Swettenham, angefertigt in den Air Studios. Die uneditierten Lieder befinden sich noch in einer Rohfassung und beinhalten weder die finalen Overdubs der Wings noch die Saxophon-Einspielungen von Howie Casey und die Orchestereinspielungen. Das Lied Nineteen Hundred and Eighty Five hat noch keine Gesangstimme, lediglich die Chorpassagen. Die Reihenfolge der Tracks differiert zum Originalalbum, Helen Wheels ist nicht enthalten, da die Single schon im Oktober 1973 veröffentlicht wurde.
1. Band on the Run Rough Mix – 5:17
2. Mamunia Rough Mix – 4:57
3. No Words Rough Mix – 2:39
4. Jet Rough Mix – 4:13
5. Bluebird Rough Mix – 3:27
6. Mrs. Vandebilt Rough Mix – 4:40
7. Nineteen Hundred and Eighty Five Rough Mix – 5:18
8. Picasso’s Last Words (Drink to Me) Rough Mix – 5:59
9. Let Me Roll It Rough Mix – 4:57

- Im Half-Speed-Mastering-Verfahren neu gemasterte Vinylalbum von Capitol Records, auf schwarzem Vinyl. Das Album beinhaltet die US-amerikanische Trackliste inklusive Helen Wheels. Das Album enthält das originale Poster sowie das britische Innencover, das daher nicht den Text von Helen Wheels aufführt. Weiterhin ist eine Karte beigefügt, die einen Text von Miles Showell, Mastering-Ingenieur der Abbey Road Studios, enthält. Das Mastering erfolgte am 19. Februar 2023 in den Abbey Road Studios.[36]
- Vinyl-Doppelalbum, das sich in einen Pappschuber befindet. Der Pappschuber hat das gleiche Cover wie die Doppel-CD. Das erste Album ist das im Half-Speed-Mastering-Verfahren neu gemasterte Vinylalbum Band on the Run inklusive Poster und der Mastering Karte. Das zweite Album, das eine eigenständige Covergestaltung hat, enthält das Album Band on the Run (Undubbed) mit einem eigenständigen Poster, das weitere Bilder von den Aufnahmen zum Album abbildet.[37]
- Dolby-Atmos-Abmischungen von Giles Martin und Steve Orchard für Streaming-Dienste.

## Promotionveröffentlichungen
Im Dezember 1973 wurde zu Werbezwecken das Album Band on the Run – Interview Album an Radiostationen in den USA verteilt.

## Single-Auskopplungen

### Helen Wheels
Am 26. Oktober 1973 (USA: 12. November 1973) erschien vorab die Single Helen Wheels / Country Dreamer. Die US-amerikanische Version des Albums enthält das Lied Helen Wheels, nicht die europäische Version. Country Dreamer von Paul und Linda McCartney wurde während der Sessions für Red Rose Speedway aufgenommen.
Die Promotionsingle wurde in den USA wie folgt veröffentlicht: auf der A-Seite befindet sich die Monoversion und auf der B-Seite die Stereoversion der A-Seite der Kaufsingle. Für Helen Wheels und Country Dreamer wurden separate Promotionsingles hergestellt.

### Mrs. Vandebilt
In Deutschland und anderen kontinentaleuropäischen Ländern (nicht in Großbritannien und den USA) wurde im Januar 1974 die Single Mrs. Vandebilt / Bluebird ausgekoppelt.

### Jet
In den USA erschien am 28. Januar 1974 die Single Jet / Mamunia, die B-Seite wurde am 18. Februar 1974 durch das Lied Let Me Roll It ersetzt. (Am 15. Februar 1974 wurde in Großbritannien und Deutschland ebenfalls die Single Jet / Let Me Roll It veröffentlicht.)
Die Promotionsingle wurde in den USA wie folgt veröffentlicht: auf der A-Seite befindet sich die gekürzte Monoversion und auf der B-Seite die Stereoversion der A-Seite der Kaufsingle.

### Band on the Run
Am 8. April 1974 wurde in den USA, und am 1. Juni in Deutschland die Single Band on the Run / Nineteen Hundred and Eighty Five veröffentlicht; in Großbritannien und Spanien erschien am 28. Juni 1974 die Single Band on the Run / Zoo Gang, wobei Zoo Gang bis dato unveröffentlicht war. Band on the Run wurde der dritte Nummer-eins-Hit für Paul McCartney in den USA.
Die Single Band on the Run erschien in den USA als Promotionsingle in zwei verschiedenen Versionen: die erste enthielt eine gekürzte Version in Mono und Stereo, die zweite Single enthält dagegen die gekürzte Monoversion und die ungekürzte Stereoversion des Liedes Band on the Run.

### Weitere Singleveröffentlichungen
- Im Dezember 1980 wurden bei Columbia Records folgende zwei Singles in den USA wiederveröffentlicht, die Lieder des Albums enthalten: Uncle Albert/Admiral Halsey / Jet[50] und Band on the Run / Helen Wheels.[51]
- Im Januar 2011 wurde Maybe I’m Amazed / Band on the Run in orangefarbenem Vinyl und mit einer von McCartney gesprochenen Einleitung als Jukebox-Single veröffentlicht.[52]
- Am 3. Juni 2016 erschien in Großbritannien eine 12″-Vinyl-Single mit den Liedern: Nineteen Hundred And Eighty Five (Original Mix) / Nineteen Hundred And Eighty Five (Radio Edit) / Nineteen Hundred And Eighty Five (ClubMix). Die Remixer werden gleichrangig erwähnt, sodass die Interpretenbezeichnung Paul McCartney & Wings vs. Timo Maas & James Teej lautet.[53] In Kontinentaleuropa war die Single als Download verfügbar.[54] Am 2. September 2016 wurde eine weitere 12″-Vinyl-Single in Europa mit folgenden Versionen veröffentlicht: Nineteen Hundred And Eighty Five (Paul Woolford Remix) / Nineteen Hundred And Eighty Five (Kerri Chandler Kaoz 623 Again Vocal Mix) / Nineteen Hundred And Eighty Five (Tim Green Remix).[55] Die Single war auch als Download erhältlich.

### Musikvideos
Musikvideos wurden von den Liedern Helen Wheels, Band on the Run und Mamunia gedreht, nicht aber von den Single-A-Seiten Jet und Mrs Vandebilt.

## Rezeption

### Kritiken
Band on the Run wurde beim Erscheinen als Durchbruch McCartneys als Solokünstler und endgültige Abnabelung von den Beatles gefeiert. „[…] mit diesem Album schoß Paul McCartney den Vogel ab: ‚Band on the Run‘ machte ihn auch bei den Kritikern wieder salonfähig, die der Platte Beatles-Qualitäten nachsagten“, so die Zeitschrift Pop 1974. Jon Landau nannte das Album 1974 „das bisher beste Album, das einer der Ex-Beatles herausgebracht hat“. Kritiker bezeichneten das Album rückblickend als das „geschlossenste und musikalisch gewagteste Album“ McCartneys seit Ende der Beatles. Band on the Run sei „ein lupenreiner Triumph“ gewesen, dem sogar John Lennon Respekt zollte. Sowohl das Album als auch die gleichnamige Single seien großartig („great“), so Lennon in einem Interview mit dem Rolling Stone 1975.
In einer Liste der „500 größten Alben aller Zeiten“, die der Rolling Stone 2012 festlegte und veröffentlichte, belegte Band on the Run Platz 418.

### Preise
Band on the Run wurde 1975 mit einem Grammy in der Kategorie „Best Pop Vocal Performance By a Duo, Group or Chorus“ (Paul McCartney und Wings) und einem Grammy in der Kategorie „Best Engineered Recording, Non-Classical“ (Geoff Emerick) ausgezeichnet.

## Kommerzieller Erfolg

### Chartplatzierungen

#### Album
| Jahr | Titel           | Höchstplatzierung, Gesamtwochen, AuszeichnungChartplatzierungen (Jahr, Titel, Platzierungen, Wochen, Auszeichnungen, Anmerkungen) | Höchstplatzierung, Gesamtwochen, AuszeichnungChartplatzierungen (Jahr, Titel, Platzierungen, Wochen, Auszeichnungen, Anmerkungen) | Höchstplatzierung, Gesamtwochen, AuszeichnungChartplatzierungen (Jahr, Titel, Platzierungen, Wochen, Auszeichnungen, Anmerkungen) | Anmerkungen |
| Jahr | Titel           | DE | UK | US | Anmerkungen |
| ---- | --------------- | --- | --- | --- | --- |
| 1973 | Band on the Run | DE15 (46 Wo.)DE | UK1 (131 Wo.)UK | US1 (120 Wo.)US | Erstveröffentlichung: Dezember 1973, erreichte zudem in den Niederlanden Platz 5, in den belgischen Charts Platz 89 (flämisch) und 96 (wallonisch), in Norwegen Platz 1, in Spanien Platz 47 und in Neuseeland Platz 23. |
| 1999 | Band on the Run | — | UK69 (1 Wo.)UK | — | Erste Wiederveröffentlichung |
| 2010 | Band on the Run | — | UK17 (5 Wo.)UK | US29 (… Wo.)US | Zweite Wiederveröffentlichung |
| 2024 | Band on the Run | DE17 (1 Wo.)DE | UK16 (1 Wo.)UK | US156 (… Wo.)US | Dritte Wiederveröffentlichung |

#### Singles
| Jahr | Titel           | Höchstplatzierung, Gesamtwochen, AuszeichnungChartplatzierungen (Jahr, Titel, , Platzierungen, Wochen, Auszeichnungen, Anmerkungen) | Höchstplatzierung, Gesamtwochen, AuszeichnungChartplatzierungen (Jahr, Titel, , Platzierungen, Wochen, Auszeichnungen, Anmerkungen) | Höchstplatzierung, Gesamtwochen, AuszeichnungChartplatzierungen (Jahr, Titel, , Platzierungen, Wochen, Auszeichnungen, Anmerkungen) | Anmerkungen |
| Jahr | Titel           | DE | UK | US | Anmerkungen |
| ---- | --------------- | --- | --- | --- | --- |
| 1973 | Helen Wheels    | DE33 (3 Wo.)DE | UK12 (12 Wo.)UK | US10 (13 Wo.)US | erreichte zudem in den Niederlanden Platz 23 |
| 1974 | Mrs Vandebilt   | DE33 (2 Wo.)DE | UK— n.v.UK | US— n.v.US | wurde nur in Europa (außer Großbritannien) und Australien veröffentlicht, erreichte in den Niederlanden Platz 7 und in Belgien (Flämische Charts) Platz 19 |
| 1974 | Jet             | DE6 (18 Wo.)DE | UK7 (9 Wo.)UK | US7 (14 Wo.)US | erreichte in den Niederlanden Platz 10, in Belgien (Flämische Charts) Platz 26 und in Norwegen Platz 9                                                     |
| 1974 | Band on the Run | DE22 (9 Wo.)DE | UK3 (11 Wo.)UK | US1 Gold · (18 Wo.)US | erreichte in den Niederlanden Platz 7 und in Belgien (Flämische Charts) Platz 21                                                                           |

### Auszeichnungen für Musikverkäufe
In England hatte die Platte im Mai 1975 Platinstatus erreicht, erhielt in den Vereinigten Staaten zunächst Goldstatus (Dezember 1973) und wurde 1991 mit Dreifachplatin ausgezeichnet.
| Land/Region                  | Auszeichnungen für Musikverkäufe (Land/Region, Auszeichnung, Verkäufe) | Verkäufe  |
| ---------------------------- | ---------------------------------------------------------------------- | --------- |
| Frankreich (SNEP)            | Gold                                                                   | 100.000   |
| Neuseeland (RMNZ)            | 4× Platin                                                              | 80.000    |
| Vereinigte Staaten (RIAA)    | 3× Platin                                                              | 3.000.000 |
| Vereinigtes Königreich (BPI) | Platin · + Gold (Remastered)                                           | 1.000.000 |
| Insgesamt                    | 2× Gold · 8× Platin ·                                                  | 4.180.000 |

Hauptartikel: Paul McCartney/Auszeichnungen für Musikverkäufe